# Lacurbsinae
Sous-famille
Les Lacurbsinae sont une sous-famille d'opilions laniatores de la famille des Biantidae.

## Distribution
Les espèces de cette sous-famille se rencontrent en Afrique de l'Ouest.

## Liste des genres
Selon World Catalogue of Opiliones (11/10/2021) :
- Eulacurbs Roewer, 1949
- Lacurbs Sørensen, 1896
- Metalacurbs Roewer, 1915
- Prolacurbs Roewer, 1949

## Publication originale
- Lawrence, 1959 : « Arachnides-Opilions. » Faune de Madagascar, vol. 9, p. 1–121.